# Patrick Maroon
Patrick Maroon (* 23. April 1988 in St. Louis, Missouri) ist ein US-amerikanischer Eishockeyspieler, der seit Juli 2024 bei den Chicago Blackhawks aus der National Hockey League unter Vertrag steht. Mit den St. Louis Blues gewann er in den Playoffs 2019 den Stanley Cup und wiederholte diesen Erfolg in den Jahren 2020 und 2021 mit den Tampa Bay Lightning.

## Karriere

### Jugend
Patrick Maroon spielte zunächst von 2005 bis 2006 für die Texarkana Bandits in der US-amerikanischen Juniorenliga North American Hockey League und wurde nach einer guten Rookiesaison, in der Maroon zweitbester Scorer der Mannschaft war, ins All-Rookie Team der Liga gewählt. Im Anschluss ging der Stürmer eine weitere Saison in der NAHL, nun für die St. Louis Bandits, aufs Eis. In 57 Begegnungen der regulären Saison steuerte er 40 Tore und 55 Assists zum Playoffeinzug der Bandits bei und war bester Scorer der Liga. In der Endrunde steigerte der US-Amerikaner seine Punkteausbeute erneut und hatte mit 23 Punkten in zwölf Partien maßgeblichen Anteil am Gewinn der Meisterschaft mit den Bandits. Seine Leistungen wurden mit der Ernennung zum wertvollsten Spieler der Saison gewürdigt und Maroon erhielt ebenfalls eine Nominierung ins First All-Star Team der NAHL. Beim NHL Entry Draft 2007 wurde Maroon in der sechsten Runde an insgesamt 161. Position von den Philadelphia Flyers ausgewählt. Die folgende Spielzeit verbrachte der Flügelstürmer bei den London Knights in der Ontario Hockey League, bei denen ihm der sofortige Durchbruch in der kanadischen Top-Juniorenliga gelang. Mit 90 Scorerpunkten in 64 Partien der regulären Saison führte er überlegen die interne Scorerliste der London Knights an und belegte ligaweit den 15. Platz, punktgleich mit Matt Beleskey.

### NHL
Im Verlauf der Saison 2007/08 debütierte der Angreifer für die Philadelphia Phantoms, das damalige Farmteam der Philadelphia Flyers, in der American Hockey League. Nach einer weiteren Saison, in der dem Stürmer auch der Durchbruch in der AHL gelungen war, und in der Maroon im letzten Playoffspiel in der Historie der Philadelphia Phantoms im Wachovia Spectrum einen Treffer erzielt hatte, nahm er im Sommer 2009 am Trainingslager der Philadelphia Flyers teil. Im September 2009 wurde er ins Farmteam zu den Adirondack Phantoms geschickt. Am 21. November 2010 transferierten ihn die Philadelphia Flyers gemeinsam mit David Laliberté im Austausch für Rob Bordson und Danny Syvret zu den Anaheim Ducks. Die Kalifornier schickten Maroon ins Farmteam zu den Syracuse Crunch, bei denen er an sein früheres Leistungsniveau in der Organisation der Flyers anknüpfte und avancierte zu einem zuverlässigen Scorer. Im Verlauf der Saison 2010/11 war der Angreifer in den NHL-Kader der Anaheim Ducks berufen, allerdings nicht eingesetzt worden. Nachdem sein Kontrakt Anfang Juli 2011 ausgelaufen und der US-Amerikaner zunächst als sogenannter Restricted Free Agent, ein eingeschränkt freier Spieler, verfügbar war, entschied er sich am 16. Juli 2011 einen neuen Kontrakt für eine weitere Saison in der Organisation der Kalifornier zu unterzeichnen. Am 25. Oktober 2011 debütierte Maroon schließlich für die Ducks in der National Hockey League (NHL), als er im Auswärtsspiel bei den Chicago Blackhawks zum Einsatz kam und über 15 Minuten auf dem Eis stand. Nachdem die Ducks ihr Farmteam in der AHL gewechselt hatten, spielte Maroon in der Saison 2012/13 hauptsächlich für die Norfolk Admirals, ehe er in der folgenden Spielzeit 2013/14 fest in den NHL-Kader aufgenommen wurde.
Nach über fünf Jahren in der Organisation der Ducks wurde Maroon im Februar 2016 an die Edmonton Oilers abgegeben. Im Gegenzug erhielten die Ducks Martin Gernat sowie ein Viertrunden-Wahlrecht im NHL Entry Draft 2016. Nach der Saison debütierte er für die Nationalmannschaft seines Heimatlandes bei der Weltmeisterschaft 2016 und erreichte dabei mit dem Team den vierten Platz. Nach zwei Jahren in Edmonton transferierten ihn die Oilers im Februar 2018 zur Trade Deadline zu den New Jersey Devils und erhielten dafür J. D. Dudek sowie ein Drittrunden-Wahlrecht im NHL Entry Draft 2019. Bei den Devils wurde sein auslaufender Vertrag in der Folge nicht verlängert, sodass er sich als Free Agent den St. Louis Blues anschloss und in seiner Heimatstadt einen Einjahresvertrag unterzeichnete. Mit dem Team gewann er anschließend in den Playoffs 2019 den Stanley Cup. Dennoch konnte er sich mit den Blues nicht auf eine Vertragsverlängerung einigen, sodass er im August 2019 als Free Agent zu den Tampa Bay Lightning wechselte. Mit dem Team gelang ihm in den folgenden Playoffs 2020 das Kunststück von aufeinanderfolgenden Stanley-Cup-Siegen, was in der NHL-Historie zuvor nur sieben anderen Spielern mit unterschiedlichen Teams gelungen war. In der Expansion-Ära seit 1967 waren dies gar nur zwei, Claude Lemieux und Cory Stillman.
In den Playoffs 2021 verteidigten die Lightning den Stanley Cup, was für Maroons dritten Erfolg in Serie sorgte. Dies gelang zuletzt einigen Akteuren der Dynastie der New York Islanders zu Beginn der 1980er Jahre. Mit mehr als einem Team schafften dies in der NHL-Historie derweil erst zwei Spieler, Ed Litzenberger in den 1960ern und Eddie Gerard in den 1920ern. Seinen vierten Cup in Folge verpasste er in den Playoffs 2022 durch eine 2:4-Finalniederlage gegen Colorado nur knapp.
Nach vier Jahren in Tampa wurde Maroon im Juli 2023 samt Maxim Čajkovič an die Minnesota Wild abgegeben, während Tampa im Gegenzug ein Siebtrunden-Wahlrecht im NHL Entry Draft 2024 erhielt. In Minnesota war er bis März 2024 aktiv, als er im Tausch für Luke Toporowski und ein konditionales Sechstrunden-Wahlrecht im NHL Entry Draft 2026 zu den Boston Bruins transferiert wurde. Von dort wiederum wechselte er im Juli 2024 als Free Agent zu den Chicago Blackhawks.

## Erfolge und Auszeichnungen
| - 2006 NAHL All-Rookie Team - 2007 NAHL First All-Star Team - 2007 NAHL Most Valuable Player - 2007 Robertson-Cup-Gewinn mit den St. Louis Bandits | - 2019 Stanley-Cup-Gewinn mit den St. Louis Blues - 2020 Stanley-Cup-Gewinn mit den Tampa Bay Lightning - 2021 Stanley-Cup-Gewinn mit den Tampa Bay Lightning |

## Karrierestatistik
Stand: Ende der Saison 2024/25
(Legende zur Spielerstatistik: Sp oder GP = absolvierte Spiele; T oder G = erzielte Tore; V oder A = erzielte Assists; Pkt oder Pts = erzielte Scorerpunkte; SM oder PIM = erhaltene Strafminuten; +/− = Plus/Minus-Bilanz; PP = erzielte Überzahltore; SH = erzielte Unterzahltore; GW = erzielte Siegtore; 1 Play-downs/Relegation; Kursiv: Statistik nicht vollständig)